# Nazionale maschile under 17 di calcio della Spagna
La nazionale di calcio spagnola Under-17 è la rappresentativa calcistica nazionale Under-17 della Spagna ed è posta sotto l'egida della Real Federación Española de Fútbol. Nella gerarchia delle nazionali calcistiche giovanili spagnole è posta prima della nazionale Under-16.
Ogni stagione l'obiettivo di questa nazionale è di partecipare, attraverso il superamento di due fasi di qualificazione, al campionato europeo Under-17, che negli anni dispari qualifica le migliori nazionali europee al Mondiale Under-17 dello stesso anno.
Dal 2021 la nazionale è allenata da Julen Guerrero, che ha sostituito il CT ad interim David Gordo.
Ha vinto il campionato europeo Under-17 nelle edizioni 2007, 2008 e 2017. Ha inoltre disputato la finale nelle edizioni 2003, 2004, 2010 e 2016, ed è giunta al terzo posto nel 2006, arrivando quindi sul podio in otto delle tredici edizioni del torneo sin qui disputate.
Primatista sia di presenze che di reti è Abel Ruiz, il quale è rientrato nelle file della nazionale U-17 dal 2015 al 2017.

## Partecipazioni a competizioni internazionali

### Mondiali Under-17
| Anno   | Piazzamento      | G               | V               | N*              | P               | GF              | GS              |  |
| ------ | ---------------- | --------------- | --------------- | --------------- | --------------- | --------------- | --------------- |  |
| 1991   | Secondo posto    | 6               | 4               | 1               | 1               | 13              | 5               |  |
| 1993   | Non qualificata  | Non qualificata | Non qualificata | Non qualificata | Non qualificata | Non qualificata | Non qualificata |  |
| 1995   | Primo turno      | 3               | 1               | 1               | 1               | 4               | 4               |  |
| 1997   | Terzo posto      | 6               | 5               | 0               | 1               | 22              | 6               |  |
| 1999   | Primo turno      | 3               | 1               | 1               | 1               | 7               | 2               |  |
| 2001   | Primo turno      | 3               | 1               | 0               | 2               | 4               | 6               |  |
| 2003   | Secondo posto    | 6               | 4               | 1               | 1               | 16              | 10              |  |
| 2005   | Non qualificata  | Non qualificata | Non qualificata | Non qualificata | Non qualificata | Non qualificata | Non qualificata |  |
| 2007   | Secondo posto    | 7               | 4               | 3               | 0               | 13              | 6               |  |
| 2009   | Terzo posto      | 7               | 5               | 1               | 1               | 18              | 10              |  |
| 2011   | Non qualificata  | Non qualificata | Non qualificata | Non qualificata | Non qualificata | Non qualificata | Non qualificata |  |
| 2013   | Non qualificata  | Non qualificata | Non qualificata | Non qualificata | Non qualificata | Non qualificata | Non qualificata |  |
| 2015   | Non qualificata  | Non qualificata | Non qualificata | Non qualificata | Non qualificata | Non qualificata | Non qualificata |  |
| 2017   | Secondo posto    | 7               | 5               | 0               | 2               | 17              | 10              |  |
| 2019   | Quarti di finale | 5               | 3               | 1               | 1               | 10              | 8               |  |
| 2023   | Quarti di finale | 5               | 3               | 1               | 1               | 7               | 4               |  |
| Totale | 11/16            | 58              | 36              | 10              | 12              | 131             | 71              |  |

### Europei Under-17
| Anno   | Piazzamento      | G               | V               | N               | P               | GF              | GS              |
| ------ | ---------------- | --------------- | --------------- | --------------- | --------------- | --------------- | --------------- |
| 2002   | Quarto posto     | 6               | 3               | 2               | 1               | 17              | 11              |
| 2003   | Secondo posto    | 5               | 3               | 1               | 1               | 12              | 6               |
| 2004   | Secondo posto    | 5               | 3               | 0               | 2               | 8               | 5               |
| 2005   | Non qualificata  | Non qualificata | Non qualificata | Non qualificata | Non qualificata | Non qualificata | Non qualificata |
| 2006   | Terzo posto      | 5               | 3               | 1               | 1               | 13              | 4               |
| 2007   | Campione         | 4               | 3               | 2               | 0               | 7               | 2               |
| 2008   | Campione         | 5               | 4               | 1               | 0               | 14              | 5               |
| 2009   | Primo turno      | 3               | 0               | 3               | 0               | 0               | 0               |
| 2010   | Secondo posto    | 5               | 4               | 0               | 1               | 12              | 4               |
| 2011   | Non qualificata  | Non qualificata | Non qualificata | Non qualificata | Non qualificata | Non qualificata | Non qualificata |
| 2012   | Non qualificata  | Non qualificata | Non qualificata | Non qualificata | Non qualificata | Non qualificata | Non qualificata |
| 2013   | Non qualificata  | Non qualificata | Non qualificata | Non qualificata | Non qualificata | Non qualificata | Non qualificata |
| 2014   | Non qualificata  | Non qualificata | Non qualificata | Non qualificata | Non qualificata | Non qualificata | Non qualificata |
| 2015   | Quarti di finale | 4               | 1               | 3               | 0               | 3               | 2               |
| 2016   | Secondo posto    | 6               | 4               | 2               | 0               | 11              | 5               |
| 2017   | Campione         | 6               | 3               | 3               | 0               | 12              | 7               |
| 2018   | Quarti di finale | 4               | 2               | 0               | 2               | 7               | 5               |
| 2019   | Semifinali       | 5               | 2               | 1               | 2               | 6               | 6               |
| 2022   | Quarti di finale | 4               | 2               | 1               | 1               | 6               | 3               |
| 2023   | Semifinali       | 5               | 3               | 1               | 1               | 10              | 6               |
| 2024   | Primo turno      | 3               | 0               | 0               | 3               | 2               | 6               |
| Totale | 16/21            | 73              | 40              | 21              | 15              | 140             | 77              |

## Palmarès
- Campionato europeo di calcio Under-17:

Primo posto: 3 (2007, 2008, 2017)
Secondo posto: 4 (2003, 2004, 2010, 2016)
Terzo posto: 1 (2006)
- Campionato mondiale di calcio Under-17:

Secondo posto: 4 (1991, 2003, 2007, 2017)
Terzo posto: 2 (1997, 2009)